# Organoleptikus vizsgálatok
Az organoleptikus vagy érzékszervi vizsgálatok érzékszervi észleléseken alapulnak. Ezek közé tartozik például a szaglás, ízlelés, vizuális megjelenés vizsgálata, melyek során a vizsgálandó anyag/eszköz/donor szagintenzitását, ízintenzitását, és annak milyenségét tesztelik.
Ezen tulajdonságokat többféleképpen is meghatározhatják. Az alkalmazott módszert a vizsgálat célja határozza meg. Az érzékszervi vizsgálatok használhatók termékhibáknál, minőség-ellenőrzésére, kísérleti termékek, különböző gyártási tételek összehasonlítására vagy egyszerűen leíró vizsgálat készítésére, de alkalmazzák a gyógyászatban is.
Példák az érzékszervi vizsgálatok alkalmazására
- halitózis (gyógyászatban)
- kóstolás (élelmiszeriparban)

## Külső hivatkozások
Bővebb információ az organoleptikus vizsgálatokról